# 토토로 (프로게이머)
토토로(본명: 은종섭, 1996년 5월 6일 ~ )은 대한민국의 리그 오브 레전드 프로게이머로 포지션은 서포터이다. 아이디는 Totoro이다.

## 선수 생활
오버WM과 디비니우스에서 활동했다.
2015년 5월, ESC 에버에 입단했다. 2015 서머 시즌에서는 키가 주전을 차지하면서 서브 선수로 활동했다.
2016 스프링 시즌에는 주전으로 올라서며 팀의 결승진출에 기여했다. 서머 시즌에는 키 선수의 백업 선수로 활동하면서도 번갈아가면서 출전을 기록했다.
2017시즌을 앞두고 주전 경쟁자였던 키가 이적을 함에 따라 BBQ의 주전 서포터가 되었다. 하지만 스프링 시즌에서는 좋지 못한 모습을 보여주었다. 2017 서머 시즌에서는 스프링 시즌보다 더 발전된 모습을 보여주었다.
2018시즌을 앞두고 유니콘즈 오브 러브에 입단했다. UOL에서는 괜찮은 모습을 보여주었다.
2019시즌을 앞두고 샌드박스 게이밍에 입단했다. 샌드박스에서는 조커의 서브 선수로 활동했다.
2019년 5월, 다이어 울브즈에 입단했다. 2019년 11월, 팀에서 퇴단했다.

## 소속팀
| # | 팀명               | 소속 기간             | 소속 리그 | 비고 |
| - | ------------------ | --------------------- | --------- | ---- |
| 1 | OverWM             |                       |           |      |
| 2 | ESC 에버           | 2015~2017.11.21       | CK LCK    |      |
| 3 | 유니콘즈 오브 러브 | 2017.12.22~2018.12.01 | LEC       |      |
| 3 | 샌드박스 게이밍    | 2018.12.14~2019.05.15 | LCK       |      |
| 4 | 다이어 울브즈      | 2019.05.15~2019.11.07 | OPL       |      |

## 수상 내역
- 네이버 2015 LoL KeSPA컵 우승
- 네네치킨 리그 오브 레전드 챌린저스 코리아 스프링 2016 우승